# اف مک گرو ویلیس
اف مک گرو ویلیس (انگلیسی: F. McGrew Willis؛ ‏ ۱۸ اوت ۱۸۹۱ – ۱۳ اکتبر ۱۹۵۷) فیلم‌نامه‌نویس اهل ایالات متحده آمریکا بود.
از فیلم‌هایی که وی در آن‌ها نقش داشته است، می‌توان به مادام بی‌هِـیو، به خانه خوش آمدی و دو هفته مرخصی اشاره نمود.